# Blumenthaler Kirche (Bratislava)

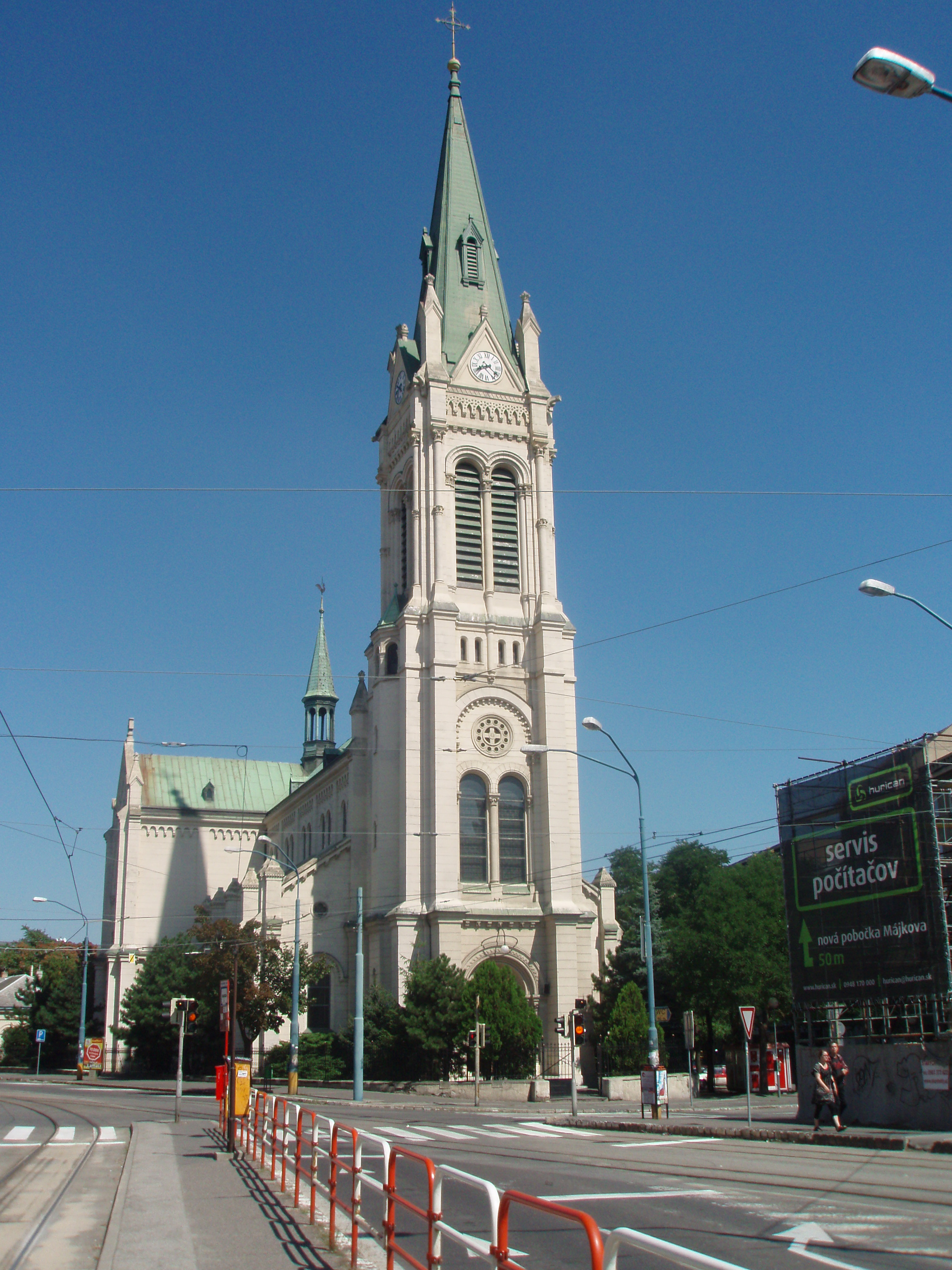
Frontalansicht

Die Blumenthaler Kirche in Bratislava (Preßburg) ist eine römisch-katholische Pfarrkirche, die der Himmelfahrt der unbefleckten Jungfrau Maria geweiht wurde. Sie liegt im Stadtteil Staré Mesto (Okres Bratislava I) und ist ein geschütztes Kulturdenkmal.

## Geschichte der drei Gotteshäuser
Das Blumenthal (auch als ‚Blumental’ bekannt) war einst eine Vorstadt Preßburgs, die Zahl seiner Einwohner betrug in jener Zeit etwa 8000. Im Jahre 1740 wurde es zu Beginn der Regierungszeit Maria Theresias verwaltungsmäßig der Stadt Preßburg angegliedert.
Dieser sich rapide entwickelnde Vorort hatte in seiner Gründerzeit weder ein katholisches noch ein evangelisches Gotteshaus. Die Gläubigen mussten bis in die Innenstadt ziehen, wenn sie an Gottesdiensten teilnehmen wollten. Und so kam auf Anregung der Kaiserin Maria Theresia am 12. August 1769 ein Magistratsbeschluss der Stadt Preßburg zustande, wonach in der östlichen Vorstadt eine neue katholische Pfarrei zu gründen und eine Kirche zu bauen sei.

### Erste Blumenthaler Kirche
Da das Geld bereits in der damaligen Zeit sehr knapp war, so entstand die erste Blumenthaler Kirche aus einem Kornspeicher am Ende der Landstraße, welcher der ausgestorbenen Grafenfamilie O’Nell gehörte. Auf diesem Gelände entstand später die Tabakfabrik. Diese erste Kirche, ein anspruchsloser Zweckbau, hatte auch sehr bescheidene Abmessungen von nur 9,0 × 7,2 m und sollte lediglich die gottesdienstlichen Grundbedürfnisse der katholischen Bevölkerung befriedigen. Sie hatte einen Holzturm mit zwei Glocken. Der Innenraum fasste 300 Gläubige und hatte zwei Altäre. Am 1. Januar 1770 konnte diese erste Kirche ihre Tore für die Gläubigen öffnen, ihr erster Pfarrer wurde Franz Ujházy.

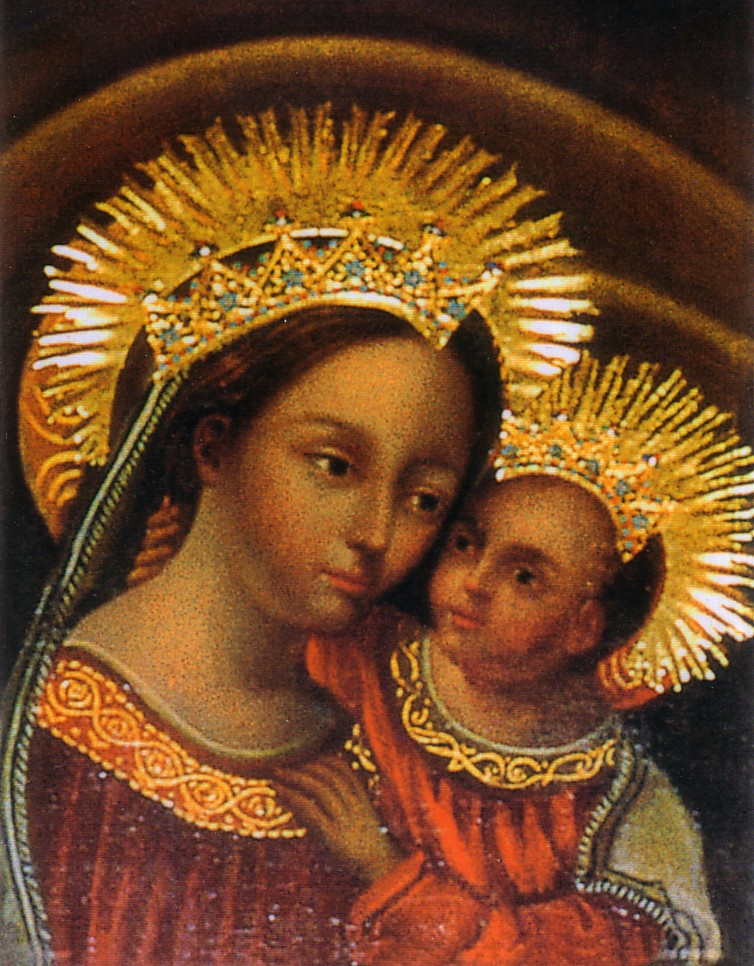
Das Gnadenbild der Mutter Gottes des Guten Rates in der Blumenthaler Kirche (Archiv des röm.-kath. Pfarramtes Blumenthal; Rím.-kat. farský úrad Bratislava - Nové mesto)

#### Gnadenbild derMutter Gottes des Guten Rates
Der Preßburger Bürger Joseph Jankó brachte im Jahre 1767 aus dem italienischen Genazzano eine Kopie des Gnadenbildes „Madonna del Buon Consiglio“, der „Mutter Gottes des Guten Rates“, nach Preßburg mit. Das Original des Bildes, ein Fresko, welches noch aus dem Jahre 1464 stammte, wurde bei Renovierungsarbeiten der Augustinerkirche von Genazzano (in der Nähe Roms) neu aufgedeckt. Als Gnadenbild des Augustinerordens verbreitete es sich in zahlreichen Kopien in Europa. Das Preßburger Gnadenbild, das ein Brustbild der Mutter Gottes mit Jesuskind darstellt und lediglich eine Größe von 45 × 35 cm hat, machte Elek Jordánszky, der zu dieser Zeit Seminarist am Katholischen Priesterseminar (im Preßburger Schloss) war, bekannt. Im Jahre 1834 schrieb er auch eine kurze Geschichte des Gnadenbildes. 1768 wurde das Bild von dem Augustinerpater Gregor Rasi geweiht; unter den Gläubigen wurde es dermaßen verehrt, dass der damalige Gemeindepfarrer, nach Einwilligung des Bischofs, das Bild im Jahre 1774 über dem Seitenaltar in der Blumenthaler Kirche anbringen ließ. Dadurch entwickelte sich die Blumenthaler Kirche auch zur Wallfahrtskirche. Alten Berichten zufolge, wurden bereits in dieser Zeit 137 Votivtafeln rund um das Bild angebracht. Der damalige Fürstprimas von Ungarn und Erzbischof von Gran, Josef Batthyány besuchte das Gnadenbild anlässlich einer kanonischen Visitation im Jahre 1783. Dabei stellte der Kardinal die wundertätige Wirkung des Gnadenbildes kirchenamtlich fest, indem er notierte, dass der blinde Preßburger Bürger, der Baumeister Johannes Lehner, der am 26. Juli 1777 vor dem Gnadenbild betete, plötzlich sehend wurde.

### Zweite Blumenthaler Kirche

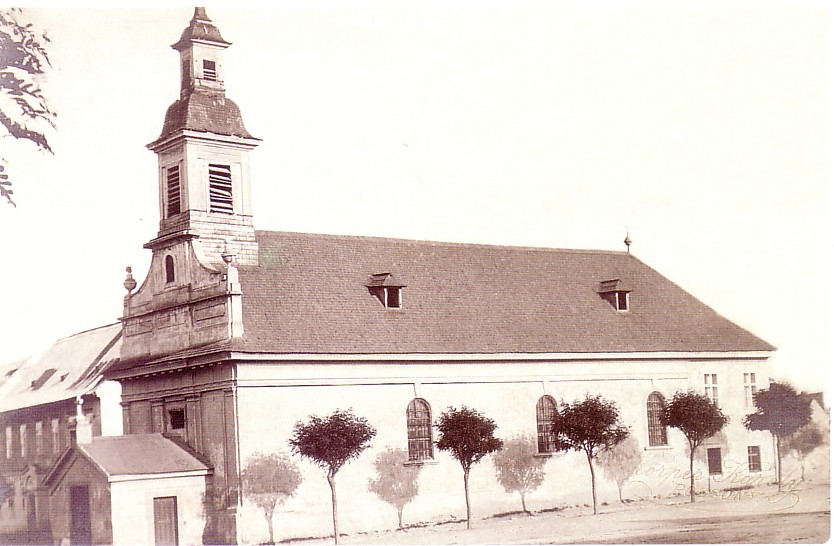
Die zweite Blumenthaler Kirche zum Ende des 19. Jh.

Sehr bald war klar, dass das erste Gotteshaus auf Dauer für die Bedürfnisse der stetig anwachsenden Gemeinde zu klein war. Und so begann man bereits nach dreizehn Jahren, im Jahre 1783, mit dem Bau der zweiten Blumentaler Kirche. Diese neue Kirche wurde in den Abmessungen von 20,0 × 9,0 m gebaut und hatte eine Höhe von 7,0 m. Die Baukosten betrugen 19 688 Gulden. Jedoch auch diese Kirche war anfangs nur mit einem Holzturm (eigentlich handelte es sich hierbei um einen Dachreiter) ausgestattet, in welchem sich drei Glocken befanden. Im Innern wurden drei Altäre errichtet, außerdem hatte diese Kirche bereits eine Empore mit Orgelprospekt. Das Gotteshaus wurde am 16. Mai 1784 vom Bischof Rauscher in Konzelebration mit Dompropst und Archidiakon im Dom zu St. Martin, Carl Dujardin, auf den Namen „Mariä Himmelfahrt“ feierlich geweiht. Sie diente 104 Jahre lang der Gemeinde. Der damalige Gemeindepfarrer Matthias Joseph Klobuschitzky erwarb sich beim Bau dieser zweiten Kirche bleibende Verdienste.
Auch in dieser zweiten Kirche erhielt das Gnadenbild der „Mutter Gottes des Guten Rates“ wieder eine zentrale Bedeutung. Bei der Konsekration der Kirche wurde es feierlich aus der alten Kirche in den Neubau überführt und über dem Hauptaltar angebracht.
Nach der Fertigstellung der neuen (dritten) Blumenthaler Kirche ist die zweite Kirche, die sich ursprünglich an der Ecke Landstraße/Pálffygasse befand, zum röm.-kath. Pfarramt der Blumenthaler Gemeinde umgebaut worden. Der Dachreiter wurde abgetragen, im Erdgeschoss des umgebauten Gebäudes ist im Jahre 1901 neben dem Pfarramt die Apotheke „Zum Heiligen Geist“ eingerichtet worden. In unmittelbarer Nachbarschaft des neuen Pfarrhauses befanden sich in der Pálffygasse die beiden röm.-kath. Volksschulen für Knaben und Mädchen. Auf der Landstraße (zwischen der heutigen Kirche und Pfarrhaus) entstand im Jahre 1899 das von einer der Wohltäterinnen Preßburgs, der reichen Katharina Schiffbeck, gestiftete dreistöckige Gebäude, welches als „Dienstmädchenheim“ in die Annalen der Stadt einging.

### Dritte Blumenthaler Kirche

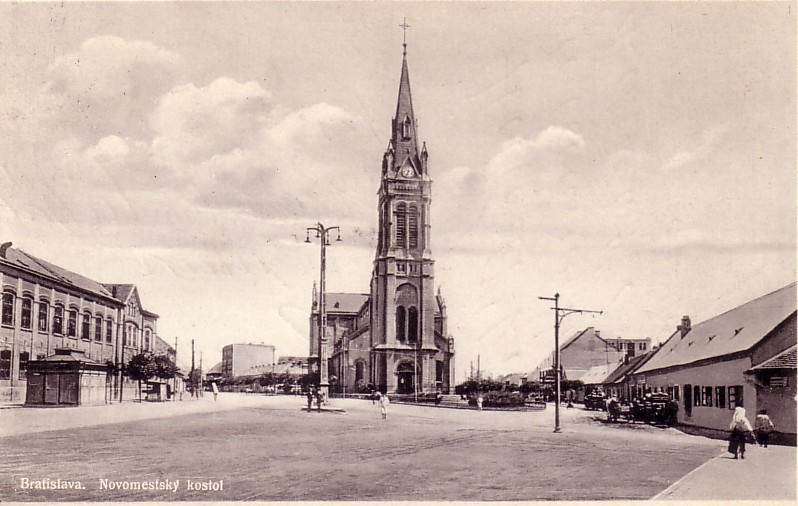
Das Blumenthal in den 1920er Jahren. In der Mitte des Platzes ist die dritte Blumenthaler Kirche zu sehen.

Durch weiteren rapiden Bevölkerungszuwachs, in Folge der Industrialisierung dieser Gegend, erwies sich auch die zweite Kirche als zu klein. Nachdem im Jahre 1857 der Domherr und Gemeindepfarrer Joseph Poeck die Pfarrei Blumenthal übernahm, bemühte er sich von Anfang an um einen Neubau. Ganze dreißig Jahre lang sammelte er Spenden für den Bau eines neuen Gotteshauses. Poeck scheute sich nicht, sogar in Preßburger Heurigenlokalen (Buschenschänken) – mit der Sparbüchse in der Hand – um Spenden für „seine“ Kirche zu bitten. Nach zwanzig Jahren, im Jahre 1877, hatte er endlich soviel Geld beisammen, dass das Grundstück des ehemaligen Jeszenákschen Meierhofes für den Bau der heutigen Kirche gekauft werden konnte. Kurz danach wurde der in Preßburg geborene und in Wien wirkende Architekt Friedrich Rumpelmayer mit der Erstellung der Pläne beauftragt. Rumpelmayer entwarf den Kirchenbau im Baustil der französischen Kathedralen der Spätromanik.
Über den ersten Spatenstich berichtet das Abendblatt der Preßburger Zeitung vom 20. April 1885 wie folgt: „Heute Früh wurde durch Se. Hochwürden den Herrn Bischof Heiller in Beisein der gesamten Kirchenbaukommission der 1. Spatenstich zum Baue der Blumenthaler Kirche in höchst feierlicher Weise vorgenommen. Gleich nach dieser Zeremonie wurde mit dem Ausheben des Fundamentes zur Kirche begonnen.“ Am 26. Mai desselben Jahres, wurde in Anwesenheit vieler Gläubiger, ebenfalls vom Stadtpfarrer, Bischof Karl Heiller der Grundstein – mit eingelegter Kapsel – unterhalb des späteren Hauptaltars für den Kirchenneubau gelegt. Das in Latein geschriebene Dokument in der Kapsel des Grundsteins wird hier in deutscher Übersetzung wiedergegeben:
„Im Namen des Vaters, des Sohnes und des Heiligen Geistes Amen. Zur Ehre des Dreieinigen Gottes, zur Vermehrung seiner Herrlichkeit und zum Seelenheil der Gläubigen wurde mit dem Bau, welcher der Gottesmutter, der unbefleckten Jungfrau Maria geweiht wurde, begonnen. Der Bau ist während des glorreichen Pontifikats von Papst Leo XIII., während der Regierungszeit Franz Josephs I., Kaisers von Österreich und Königs von Ungarn, und der Amtszeit des Erzbischofs von Gran, des Fürstprimas von Ungarn, János Kardinal Simor und während der Priesterschaft des (Gemeinde) Pfarrers Joseph Poeck, der auch Initiator dieses Werkes war, realisiert worden.“

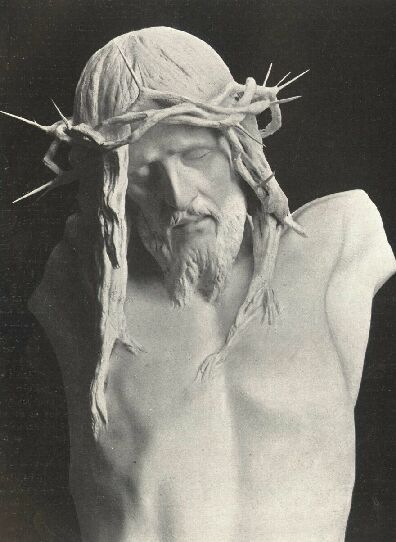
Kopf des Kruzifixes „Consummatum est“ von Johann Fadrusz im Inneren der Blumenthaler Kirche.

Die Bauarbeiten wurden von dem bekannten Preßburger Baumeister Ignaz Feigler d. J. ausgeführt. Der neoromanische Bau, in Form eines Kreuzes, hat eine Gesamtlänge von 57 m, die Breite beträgt 18 m, das Querschiff ist 30 m breit. Der Bau ist 25 m hoch und der Turm hat eine Höhe von 76 m. Die erste Ausmalung wurde von der Firma Engel ausgeführt und Mustern alter romanischer Kirchenbauten nachempfunden. Ursprünglich hatte die Kirche vier Altäre, mit zahlreichen Heiligenstatuen, die von der Firma Leimer in Wien gefertigt wurden. Der Hochaltar wurde von der Baronin Barbara Stummer-Tavarnok als Votivgabe gespendet. Im nördlichen Querschiff wurde der Altar mit dem Gnadenbild der „Mutter Gottes des Guten Rates“, das bereits in der ersten Kirche vorhanden war, aufgestellt. Nach dem Tode von Pfarrer Poeck erwarb sich einer seiner Nachfolger, der Päpstliche Kämmerer Evarist Ritter von Czaykowszki, um den weiteren inneren Ausbau und die Ausschmückung der Kirche bleibende Verdienste.
Obzwar das Blumenthal nicht reich an bedeutenden Kunstwerken ist, so bestätigt auch hier die Ausnahme die Regel. Und diese Ausnahme ist das berühmte Kruzifix in der Blumenthaler Kirche. Es ist ein hervorragendes Werk des Preßburger Bildhauers Johann Fadrusz, welcher es dadurch zur internationalen künstlerischen Anerkennung als Bildhauer brachte.
Viele Spender beteiligten sich an der Ausschmückung der Kirche. Das mittlere Fenster im Presbyterium eine „Assunta“ (Himmelfahrt Mariens) wurde von Pfarrer Poeck gestiftet, die beiden Seitenfenster, den Hl. Stephan von Ungarn sowie den Hl. Ladislaus darstellend, wurden von den Arbeiterinnen der Grünebergschen Bürstenfabrik und der Tabakfabrik gestiftet. Die Turmuhr war ein Geschenk der (evangelischen) Gebrüder Grüneberg. Johann Ludwig stiftete 100.000 Ziegel für den Bau und Katharina Schiffbeck 15.000 Gulden. Außerdem waren noch viele andere namhafte Preßburger Familien (z. B. Palugyay, Manderla) als Spender beteiligt. Das barocke Chorgestühl stammt aus dem Martinsdom und wurde vom Pressburger Tischlermeister Ruttner repariert und für den Gebrauch in der Blumenthaler Kirche instand gesetzt. Die ursprünglichen Schlosserarbeiten (Kandelaber, Gitter) stammen von der Preßburger Firma Marton.
Die erste Orgel wurde von der Firma Johann Kaufmann in Wien erstellt. Sie hatte nur zwei Manuale und 14 Register. Diese Orgel erwies sich jedoch für den großen Kirchenraum als zu klein. Deshalb wurde im Jahre 1941 dieses Instrument von der Fa. Rieger durch ein größeres Orgelwerk mit drei Manualen und 33 Registern ersetzt.
Die ursprünglichen vier Kirchenglocken ließ Pfarrer Poeck bereits 1887 bei dem Preßburger Glockengießer Karl Föhr gießen. Sie wurden am 10. August 1888 (also noch vor der Kirchenkonsekration) geweiht und auf den Turm gezogen. Während des Ersten Weltkrieges wurden leider drei von den vier Glocken requiriert. Nur die zweitgrößte (Nr. 2; Ton fis°), die der Mutter Gottes geweihte Glocke, blieb erhalten (Inschrift: „FUSA PER CAROLUM FÖHR POSONII 1887“). Im Jahre 1921 ließ Pfarrer Peter Haverla (1892–1924) die große Glocke (Nr. 1; Ton e°) mit einem Gewicht von 1443 kg bei der Fa. Hiller in mährischen Brünn neu gießen. Die zwei kleinsten Glocken (Nr. 3 und 4) wurden von der Stadt Preßburg geliehen. Die Nr. 3 (Ton gis¹) trägt die interessante Aufschrift: „GOSS MICH IN PRESBURG ANNO 1739 IOHANN ERNEST KRIESTLI“ Die Nr. 4 (Ton e²) ist die „Sterbeglocke“ und hat einen unteren Durchmesser von nur 30 cm.

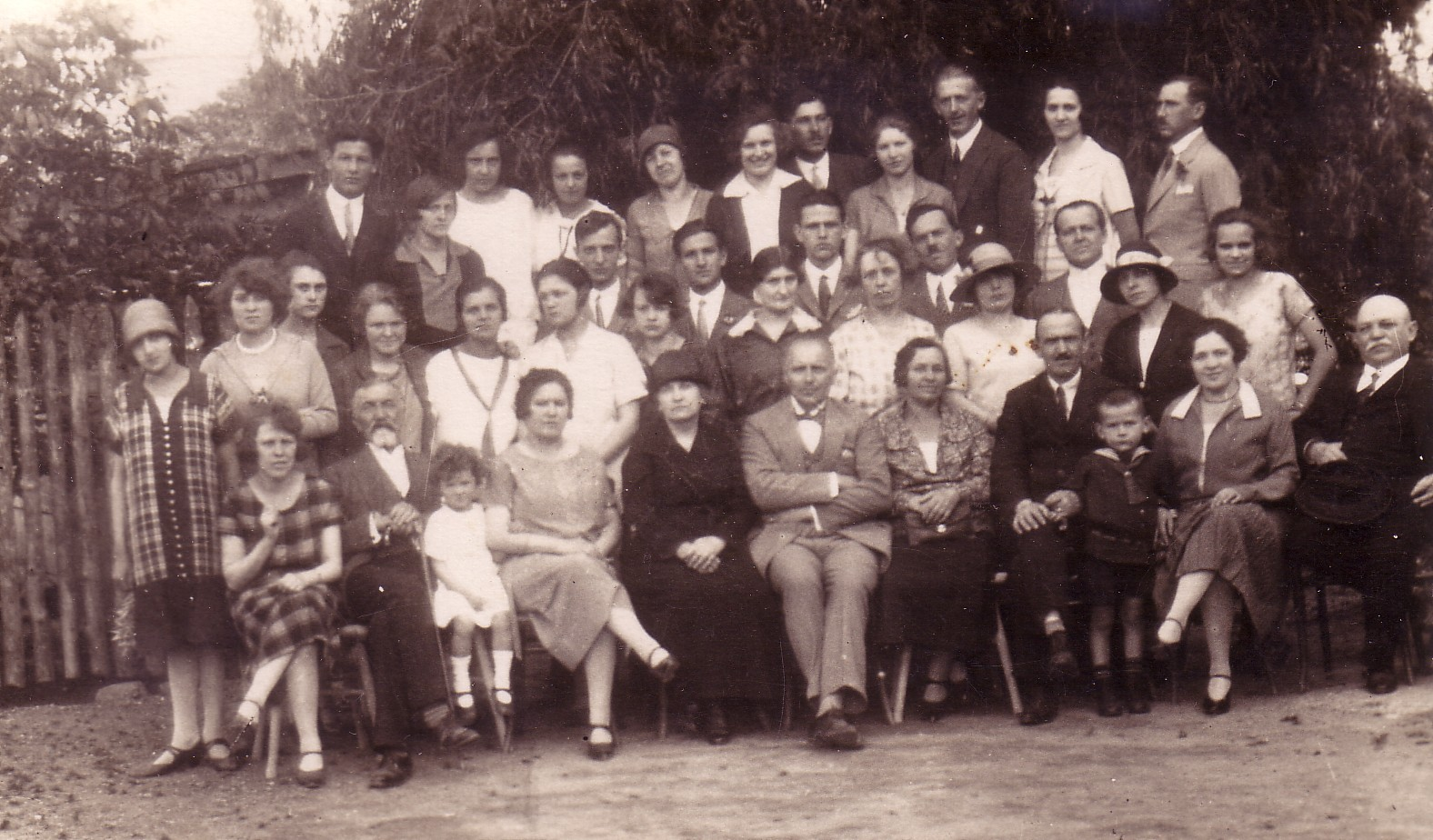
Die Damen und Herren des Blumenthaler Kirchenchors Anfang der 1920er Jahre

Am 28. Oktober 1888 war der Bau vollendet; die Preßburger Zeitung titelte: „Großer Gott, wir loben dich!“ Die feierliche Konsekration nahm der Erzbischof von Gran und Fürstprimas von Ungarn, János Kardinal Simor – unter Mitwirkung des hohen Klerus – vor. An dem Kirchenfest nahmen die Vertreter der Stadt, des Adels und Hochadels teil. Erzherzog Friedrich vertrat bei den Feierlichkeiten den Wiener Hof. Rund 30.000 (!) Gläubige waren zugegen, eine riesige Menschenmenge, wenn man bedenkt, dass Preßburg in jener Zeit nur knapp 60.000 Einwohner hatte. Der Bau verschlang auch die gewaltige Summe von rd. 200.000 Gulden, die dank der Opferbereitschaft der Bevölkerung überwiegend aus Spenden aufgebracht werden konnten.
Zum Ende des 19. und in der ersten Hälfte des 20. Jahrhunderts zeichnete sich die Blumenthaler Kirchengemeinde durch ein außerordentlich reges Gemeindeleben aus. Im Jahre 1921 wurde auf Anregung von Pfarrer Peter Haverla der stadtbekannte Blumenthaler Kirchenchor gegründet, welcher neben dem bereits 1833 gegründeten, altehrwürdigen und überregional bekannten Preßburger Kirchenmusikverein St. Martin zu den bedeutendsten Kirchenmusikchören der Stadt gehörte. Chorregent wurde der pensionierte Postdirektor August Lacika. Der Blumenthaler Kirchenchor umrahmte die Hl. Messen musikalisch mit Werken bedeutender Komponisten und veranstaltete aber auch Konzerte. Nach dem Zweiten Weltkrieg, als in der kommunistischen Tschechoslowakei die Zeit der Kirchenverfolgungen begann, sah sich der Kirchenchor genötigt, seine Tätigkeit einzustellen.
Vor dem Hauptportal der Blumentaler Kirche wurde im Jahre 1938 eine Sankt Floriansäule aufgestellt, die früher vor den Lorenzertor stand.

## Verzeichnis der Gemeindepfarrer der Blumenthaler Kirche (bis 1990)
- 1770–1775 Franz Ujházy (* 1727, † 1775)
- 1775–1789 Matthias Joseph Klobuschitzky (* 1740, † 1817)
- 1790–1803 Paul Kalovino (* 1757, † 1804)
- 1803–1819 Georg Kestler (* 1760, † 1819)
- 1819–1857 Baron Joseph Metzburg (* 1780, † 1857)
- 1857–1889 Joseph Poeck (* 1823, † 1895)
- 1889–1899 Vincent Havlicsek (* 1849, † 1922)
- 1899–1901 Vakanz; Pfarrstelle nicht besetzt
- 1901–1920 Evarist Ritter von Czaykowszki (* 1858, † 1934)
- 1920–1924 Peter Haverla (* 1892, † 1924)
- 1924–1934 Vakanz; Pfarrstelle nicht besetzt
- 1934–1949 Augustin Pozdech (* 1895, † 1960)[8]
- 1949–1951 Vakanz; Pfarrstelle nicht besetzt
- 1951–1973 Ladislav Mogyoróssy (* 1905, † 1973)[9]
- 1973–1990 Ján Zabák (* 1933)[9]
- 1990–?000 Štefan Herényi (* 1948)[9]